# Frota da Companhia Paulista de Estradas de Ferro
A Frota da Companhia Paulista de Estradas de Ferro nessa lista abaixo apresenta as locomotivas Diesel-Elétrica e Elétrica pertencentes a Companhia Paulista de Estradas de Ferro em 1968.

## Parque de tração da Companhia Paulista de Estradas de Ferro (1921 - 1968)

### Locomotivas elétricas
| Modelo                               | Fabricante            | Tração   | 2ª Numeração original                      | Rodagem | Ano de produção                              | Total | Potência | Tipo de serviço | Imagem |
| ------------------------------------ | --------------------- | -------- | ------------------------------------------ | ------- | -------------------------------------------- | ----- | -------- | --------------- | ------ |
| GE 2-B+B-2                           | GE - EUA              | Elétrica | 300 - 303 200 - 203 (anterior)             | 2-B+B-2 | 1921 a 1922                                  | 4     | 1428 hp  | Misto           |        |
| Baldwin-Westinghouse 1-B+B-1         | Baldwin- Westinghouse | Elétrica | 310 - 312 212 - 213 e 216 (anterior)       | 1-B+B-1 | 1921 - 2 unid. 1925 - 1 unid.                | 3     | 1627 hp  | Misto           |        |
| Winterthur-BBC 1-D-1                 | Winterthur- BBC       | Elétrica | 320 231 (anterior)                         | 1-D-1   | 1929                                         | 1     | 2520 hp  | Misto           |        |
| MK 1-C+C-1                           | Metropolitan Vickers  | Elétrica | 330 217 (anterior)                         | 1-C+C-1 | 1925                                         | 1     | 1923 hp  | Misto           |        |
| GE C-C Vanderléia                    | GE - Brasil           | Elétrica | 350 - 359                                  | C+C     | 1967                                         | 10    | 4385 hp  | Misto           |        |
| GE 2-C+C-2 V8                        | GE - EUA              | Elétrica | 370 - 391                                  | 2-C+C-2 | 1940 a 1948                                  | 22    | 3817 hp  | Misto           |        |
| GE B+B Quadradinha                   | GE - EUA              | Elétrica | 400 - 407 204 - 211 (anterior)             | B+B     | 1921                                         | 8     | 1428 hp  | Carga           |        |
| Baldwin-Westinghouse C+C Cristaleira | Baldwin- Westinghouse | Elétrica | 410 - 419 214 e 215 e 219 - 226 (anterior) | C+C     | 1921 - 2 unid. 1927-1928 - 8 unid.           | 10    | 1521 hp  | Carga           |        |
| GE 1-C+C-1 Quadradona                | GE - EUA              | Elétrica | 420 - 428 226 - 230 e 420 - 423 (anterior) | 1-C+C-1 | 1928 - 5 unid. 1919 - 1 unid. 1930 - 3 unid. | 9     | 2170 hp  | Carga           |        |
| GE 2-D+D-2 Russa                     | GE - EUA              | Elétrica | 450 - 454                                  | 2-D+D-2 | 1951                                         | 5     | 4655 hp  | Carga           |        |
| GE B-B Baratinha                     | GE - EUA              | Elétrica | 500 - 508                                  | B+B     | 1924 a 1926                                  | 9     | 459 hp   | Manobra         |        |
| GE B-B Baratona                      | GE - EUA              | Elétrica | 510 - 517                                  | B+B     | 1947                                         | 8     | 459 hp   | Manobra         |        |

### Locomotivas diesel-elétricas
| Modelo       | Fabricante | Tração          | 2ª Numeração original | Rodagem | Ano de produção | Total | Potência | Tipo de serviço | Imagem |
| ------------ | ---------- | --------------- | --------------------- | ------- | --------------- | ----- | -------- | --------------- | ------ |
| ALCO PA-2    | ALCO-GE    | Diesel-Elétrica | 600 - 602             | A1A+A1A | 1953            | 3     | 2250 hp  | Misto           |        |
| ALCO RSC-3   | ALCO-GE    | Diesel-Elétrica | 650 - 661             | A1A+A1A | 1951            | 12    | 1600 hp  | Misto           |        |
| EMD G12      | EMD        | Diesel-Elétrica | 700 - 717             | B+B     | 1958            | 18    | 1310 hp  | Misto           |        |
| ALCO RSD-8   | ALCO       | Diesel-Elétrica | 900 - 909             | C+C     | 1958            | 10    | 900 hp   | Manobra         |        |
| GE U9B       | GE         | Diesel-Elétrica | 740 - 749             | B+B     | 1958            | 10    | 912 hp   | Misto e Manobra |        |
| LEW DE I PA  | LEW        | Diesel-Elétrica | 750 - 785             | B+B     | 1967            | 36    | 770 hp   | Manobra         |        |
| LEW DE III M | LEW        | Diesel-Elétrica | 900 - 902             | B+B     | 1967            | 3     | 1233 hp  | Manobra         |        |

### Locomotivas a vapor
| Classe | Numeração | Fabricante                              | Ano         | Rodagem  | Total | Bitola | Tipo de serviço | Preservação    | Imagem |
| ------ | --------- | --------------------------------------- | ----------- | -------- | ----- | ------ | --------------- | -------------- | ------ |
| 1      | 1         | Jonh Fowler & Co.                       | 1872        | 4-4-0+T  | 1     | 1,60 m | misto           | nº 1           |        |
| 5      | 5         | Dübs & Co.                              | 1888        | 4-4-0+T  | 1     | 1,60 m | misto           | -              |        |
| 10     | 7 e 9     | Baldwin Locomotive Works                | 1891        | 4-4-0+T  | 1     | 1,00 m | misto           | nº 7 e 9 (821) |        |
| 10     | 10 a 12   | Baldwin Locomotive Works                | 1891        | 4-4-0+T  | 3     | 1,60 m | misto           | nº 10          |        |
| 20     | 20        | Companhia Paulista de Estradas de Ferro | 1911        | 4-4-0+T  | 1     | 1,60 m | misto           | -              |        |
| 21     | 21 a 24   | Baldwin Locomotive Works                | 1893        | 4-4-0+T  | 4     | 1,60 m | misto           | -              |        |
| 30     | 30 a 32   | Baldwin Locomotive Works                | 1896        | 4-4-0+T  | 3     | 1,60 m | misto           | -              |        |
| 40     | 40 e 41   | Baldwin Locomotive Works                | 1899        | 4-6-0+T  | 2     | 1,60 m | misto           | -              |        |
| 50     | 50 a 55   | Borsig Locomotiv Werke                  | 1914        | 4-4-0+T  | 6     | 1,60 m | misto           | -              |        |
| 60     | 60 e 61   | Baldwin Locomotive Works                | 1909        | 4-6-0+T  | 2     | 1,60 m | misto           | -              |        |
| 70     | 70 a 75   | American Locomotive Co.                 | 1913        | 4-6-0+T  | 6     | 1,60 m | misto           | -              |        |
| 80     | 80 a 83   | American Locomotive Co.                 | 1917        | 4-6-2+T  | 4     | 1,60 m | misto           | -              |        |
| 110    | 110       | Dübs & Co.                              | 1890        | 2-6-2WT  | 1     | 1,60 m | manobra         | nº 110         |        |
| 111    | 111       | Dübs & Co.                              | 1891        | 2-8-0+T  | 1     | 1,60 m | misto           | -              |        |
| 120    | 120 a 127 | Baldwin Locomotive Works                | 1891 a 1893 | 2-8-0+T  | 8     | 1,60 m | misto           | -              |        |
| 130    | 130 e 131 | Dübs & Co.                              | 1884        | 2-8-0+T  | 2     | 1,60 m | misto           | -              |        |
| 140    | 140 a 146 | Baldwin Locomotive Works                | 1897        | 2-8-0+T  | 7     | 1,60 m | misto           | -              |        |
| 150    | 150       | Baldwin Locomotive Works                | 1895        | 2-8-0+T  | 1     | 1,60 m | misto           | -              |        |
| 160    | 160 a 165 | Baldwin Locomotive Works                | 1895 e 1897 | 2-8-0+T  | 6     | 1,60 m | misto           | -              |        |
| 170    | 170 a 172 | Baldwin Locomotive Works                | 1895 e 1897 | 2-8-0+T  | 3     | 1,60 m | misto           | -              |        |
| 180    | 180 a 182 | Baldwin Locomotive Works                | 1913        | 2-8-0+T  | 3     | 1,60 m | misto           | -              |        |
| 190    | 193 e 194 | Henschel & Sohn                         | 1935        | 4-10-2+T | 2     | 1,60 m | carga           | nº 193         |        |
| 200    | 200 a 203 | Baldwin Locomotive Works                | 1891 a 1897 | 0-6-2ST  | 4     | 1,60 m | manobra         | nº 200 e 202   |        |
| 200    | 210 a 216 | Baldwin Locomotive Works                | 1896 e 1897 | 0-6-2ST  | 7     | 1,60 m | manobra         | -              |        |
| 220    | 220       | Dübs & Co.                              | 1890        | 2-4-0ST  | 1     | 1,60 m | manobra         | -              |        |
| 230    | 230       | Dübs & Co.                              | 1895        | 4-4-0ST  | 1     | 1,60 m | manobra         | -              |        |
| 240    | 240 e 241 | Baldwin Locomotive Works                | 1913        | 2-6-2WT  | 2     | 1,60 m | manobra         | -              |        |

### Carros de passageiros e outros
| Tipo/Modelo             | Bitola (m) | Fabricante                       | Origem | Ano de Fabricação | Frota | Imagem |
| ----------------------- | ---------- | -------------------------------- | ------ | ----------------- | ----- | ------ |
| Aço Carbono             | 1,60       | American Car and Foundry Company | EUA    | 1928              | 32    |        |
| Aço Carbono/Pullman     | 1,60       | Pullman Company                  | EUA    | 1954              | 48    |        |
| Aço Carbono/"Chumbinho" | 1,60       | CPEF-Oficinas Rio Claro          | Brasil | 1967-70           | 43    |        |

| Modelo | Fabricante | Tração | 2ª Numeração original | Rodagem | Ano de produção | Total | Potência | Tipo de serviço | Imagem |
| ------ | ---------- | ------ | --------------------- | ------- | --------------- | ----- | -------- | --------------- | ------ |

## Observações
1. Foi optado pela utilização da 2ª numeração, vigente em 1968. As locomotivas adquiridas até 1928 inicialmente foram numeradas seqüencialmente de 200 a 230 para locomotivas de carga ou uso misto e 300 a 308 para as manobreiras, após essa data foram renumeradas conforme o 2º padrão de numeração.
2. A locomotiva fabricada pela Winterthur-BBC,[8] foi baixada antes de 1968.